# Eloi de Bianya
Joan Ayats Plantalech (Sant Salvador de Bianya, 4 de junio de 1875-Barcelona, 28 de julio de 1936), fue un fraile capuchino español cuyo nombre religioso fue fray Eloi de Bianya. Murió mártir después de explicar que era fraile y es considerado beato por la Iglesia católica.
Obrero de la construcción en su pueblo, se hizo fraile el 22 de junio de 1900. Portero del convento de los Capuchinos de Sarriá, una vez se marcharon todos los religiosos del convento, intentó huir con su sobrino y otro fraile. Murió asesinado después de confesar que era religioso en la Estación del Norte de Barcelona, junto con fray Cebrià de Terrassa, limosnero, y los estudiantes fray Miquel de Bianya y fray Jordi de Santa Pau.
Es considerado mártir por la Iglesia Católica y en una ceremonia presidida por el cardenal Angelo Amato en la Catedral de Barcelona fue declarado beato el 21 de noviembre de 2015 junto con otros frailes capuchinos como Martí Tarrés i Puigpelat. Tenía fama de santidad ya en vida.
Sus restos, con los de nueve de sus compañeros mártires, están en una urna bajo el altar de una capilla de la iglesia de los Capuchinos de Sarriá.